# Троицкий пожар
Тро́ицкий пожа́р (старое название — Великий пожар) — пожар в центре Москвы, случившийся на праздник Святой Троицы 29 мая (9 июня) 1737 года, в период правления императрицы Анны Иоанновны. Возгорание было одним из крупнейших городских пожаров XVIII века, современники назвали его Великим. В огне оказались Московский Кремль, дома и лавки на Волхонке, Знаменке, в Китай-городе и других районах. В общей сложности в пожаре погибло 94 человека, разрушено около четверти городской застройки.
Этот пожар получил название Троицкого в связи с праздником Святой Троицы, а также именовался Великим до другого московского пожара 1812 года.

## Ход пожара

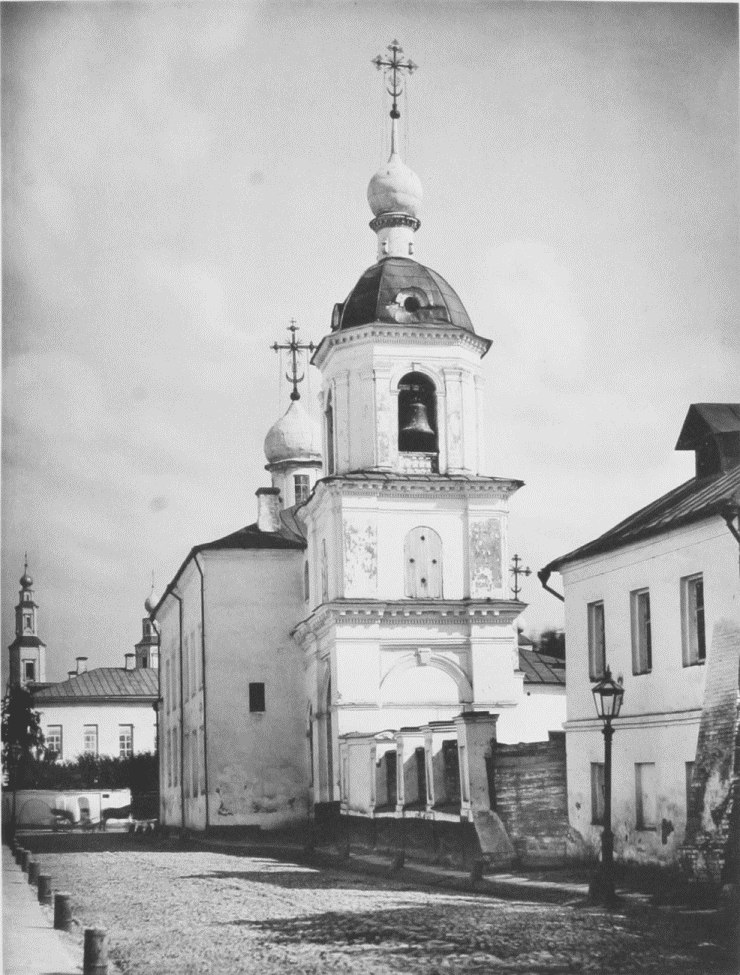
Знаменка с церковью Знамения в конце XIX века

### Начало возгорания
Пожар начался в 11 часов утра 29 мая (9 июня) 1737 года, в праздник Святой Троицы. Первым загорелся дом богатого купца Александра Милославского на Знаменке. По легенде, пожар был вызван свечой, поставленной солдатской вдовой, прислуживавшей в этой усадьбе.
Существуют также другие версии происхождения пожара. Очевидец событий майор Михаил Данилов утверждал, что в возгорании виновата «поварова жена»:
В том же 1737 году, в небытность Милославского в Москве, на самый Троицын день, поварова жена, на дворе имевши чулан, зажгла в нем перед образ денежную свечу в угодность праздника, а сама пошла под палаты для себя готовить есть: свеча от образа отпала и зажгла чулан вмиг. А бывшие во дворе люди, на такой несчастный случай, все были у обедни… в самое второе коленопреклонение. Услышали о пожаре, выбежали поспешно все вон, но уж поздно: огонь занял половину двора; к несчастью, тогда был ветер сильный, а время было сухое, то от сей денежной свечки распространился вскорости гибельный и страшный пожар, от коего ни четвертой, мню, доли Москвы целой не осталось.
Согласно другой версии, пожар случился из-за свечи в церкви Антипия у Колымажного двора около дома князя Фёдора Голицына.
Церковные свечи и лампады представляли тогда большую опасность, потому что не существовало строгих правил, регулировавших обращение с огнём. После этих событий в народе распространилась поговорка: «От копеечной свечки Москва сгорела».

### Распространение

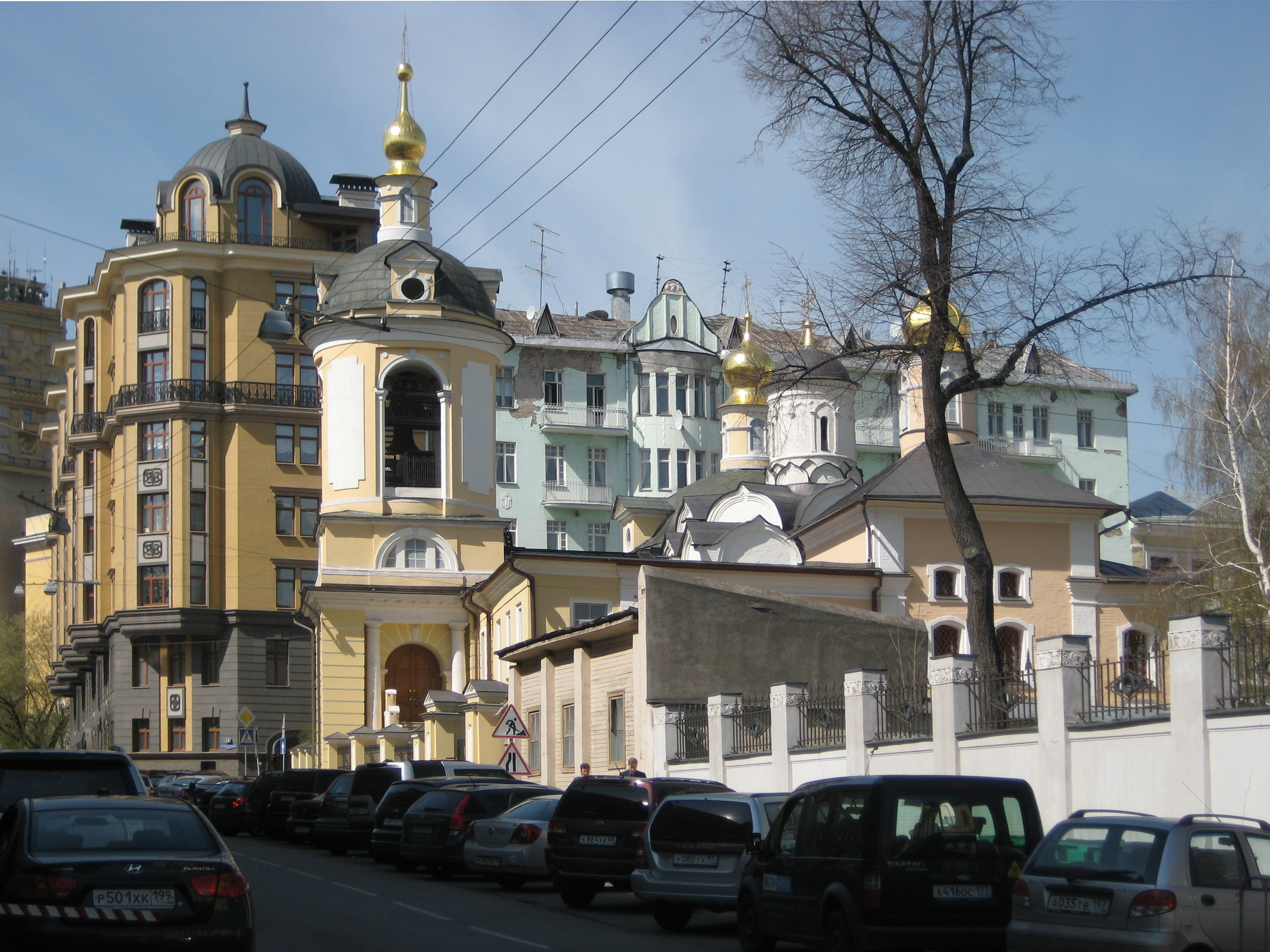
Церковь Антипия у Колымажного двора, современный вид

Вскоре из-за сильного ветра загорелся дворец царевны Екатерины Ивановны (сестры императрицы), у Боровицкого моста. Огонь перекинулся на Кремль, горели Конюшенный и Потешный дворы, Грановитая и Оружейная палаты, а также канцелярии. В Столовой и Посольской палатах сгорели пол, оконные рамы и двери. Согласно описи порух, при пожаре пострадали также Красные ворота, железная кровля которых расплавилась и обвалилась. Восстанавливать покрытие кровли крыльца не стали. На Троицкой и Спасской башнях Кремля пострадали часы и колокола. Новые колокола на башнях появились только в 1767 году по приказу императрицы Екатерины II.
В верхних Теремах лопнули стекла и сгорела крыша над крыльцом. Во всех палатах, на внутреннем дворе, на Кормовом, Хлебенном и Сытном дворцах выгорели полы, потолки, двери и лавки. В огне оказался также Цейхгауз и архив Адмиралтейской конторы. В архиве сгорело «44 шкафа, а в них положены были разобранные … дела по годам истории древних художеств и ремесел, деятельность которых в XVI и XVII ст., с особенною силою приливала ко дворцу. Кроме того, и в других палатах, вместе с делами с 1700 г., сгорели весьма любопытные бумаги, принадлежавшие Меншикову и Долгоруким, а также Походной канцелярии Петра». Помимо этого, огонь уничтожил «четыре сундука, прошлых лет, также писцовые и переписные, и дозорные, и межевые, и отдельные, и отказные, и приходные, и расходные, и другие всякие книги с 7079 (1571) года по 700 год». По мнению историков, в пожаре были утеряны документы, ценные для изучения царского быта. Некоторые сооружения так и не были восстановлены.
Огонь охватил Верхний и Нижний Набережные сады и «оранжерейные палаты», построенные в садах в конце XVII века. Документы зафиксировали количество сгоревших в царских садах плодовых деревьев. В Верхнем Набережном саду сгорело: «дерев яблонных 95, дульных 15, грушных 26, грецкого ореха 1; смородины 285 кустов, крыжовнику 98, байбарису 8, серенья 15, розену красного 20, жёлтого розену 4, белого розену 24, и сто горшков с разными деревьями и цветами, которые вынесены были сюда из ранжерей». В Нижнем саду выгорело «дерево грецкого ореха и с деревянным срубом, молодых грецких орехов 28, виноградных 24, яблонных 42, дульных 6, грушных 9, сливных 6, вишневых 12, розену брусничного 14, розену белого 48, жёлтого розену 6, серенья 16, байбарису 12, гвоздики махровой ранжерейной, пересаженной из горшков в гряды, — 85». После пожара из пруда в Верхнем Набережном саду достали 176 пудов 10 фунтов расплавленного свинца.
Вскоре в огне оказались кровли Успенского, Архангельского и Благовещенского соборов, внутри храмов был дым. Во время бедствия выгорели Богоявленский, Чудов, Вознесенский и Ивановский монастыри, синодальный дом, вотчинная контора, казённый приказ, здания коллегий, палаты князя Трубецкого у Никольских ворот. На церквах Кирилловской обители сгорели главы, свалились кресты и колокола.
Со звонницы Ивана Великого упали колокола; тогда же, по преданию, был повреждён Царь-колокол. На недавно отлитый колокол падали горящие брёвна и раскалённый металл стали охлаждать водой. Колокол треснул и от него откололся край весом в 700 пудов (около 11,5 тонн). По сообщению историка Михаила Фабрициуса, пожар уничтожил также соляную контору (бывшие покои Марфы Апраксиной), Троицкое подворье, счётную башню Кригскомиссариата и мундирную контору.
Огонь охватил Китай-город, где сгорели Гостиный двор, Приворотная палата, казанская австерия, палата Главной московской аптеки, Монетный двор, а также Воскресенский мост через Неглинную и башня над Воскресенскими воротами. Впоследствии Воскресенские ворота были восстановлены с некоторым изменением фасада. Пожар перекинулся на Белый и Земляной города, на район Ивановской горки. В 2018 году в связи с ремонтом коммуникаций около станции метро «Китай-город» на этом месте были проведены археологические раскопки. Учёные обнаружили более 50 элементов печных изразцов, горшков и монет, многие из которых обожжены пожаром. По словам руководителя Департамента культурного наследия Москвы Алексея Емельянова, эти археологические артефакты — новые свидетельства Великого пожара 1737 года и территории его распространения.

## Ущерб от пожара

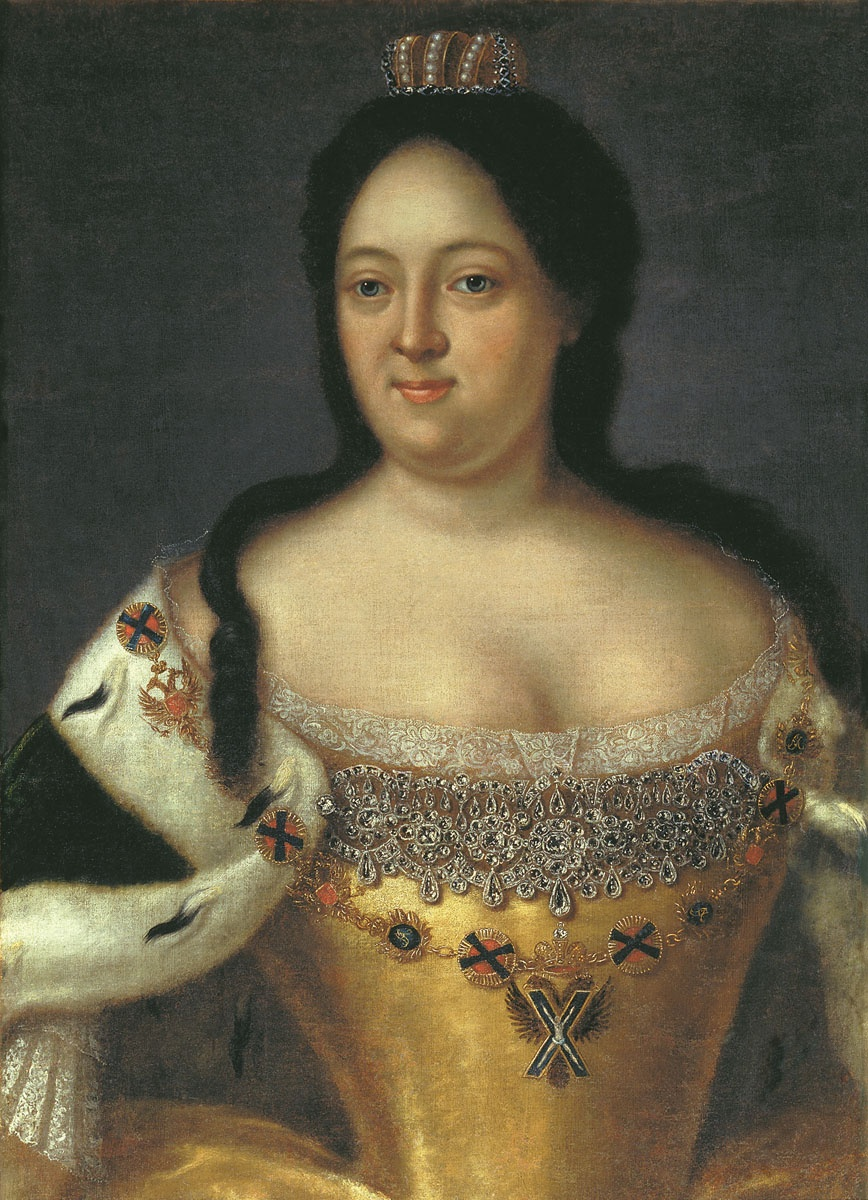
Портрет императрицы Анны Иоанновны кисти художника Иоганна Ведекинда, XVIII век

В Москве преобладала деревянная тесная застройка, что способствовало распространению огня. В общей сложности в пожаре сгорело порядка четверти московских построек: 12 000 дворов, 2500 домов, около 500 лавок, а также больше 70 церквей и монастырей, 40 приказов.
В пожаре погибло 94 человека, что было сравнительно небольшим числом для городских пожаров того времени. По разным оценкам, общий ущерб от пожара составлял от 400 тысяч до 1200 тысяч рублей по расценкам того времени.
На тушение пожара были брошены большие силы: в этом участвовали солдаты, полицейские и сами жители Москвы. Указом от 22 июня 1737 года Анна Иоанновна распорядилась восстановить дворцы и храмы за государственный счёт. Императрица также постановила сделать перепись сгоревших документов и дел во всех московских Коллегиях и канцеляриях, а также составить «роспись» казённых строений, вещей, провианта, пострадавших при Великом пожаре. По её указу в погоревших местах были устроены караулы для предотвращения грабежей и налётов. Было также предписано на местах, где сгорела государственная казна, «сыскивать слитков серебра, меди и медали, и отдавать на Монетный двор». Архитектор Иван Мичурин занимался составлением послепожарных описей, смет и новых проектов. После Великого пожара Сенат предписал коллегиям и канцеляриям иметь собственные противопожарные инструменты, которыми бы их обеспечивала Главная полицмейстерская канцелярия на средства Штатс-конторы.
В течение долгого времени на улицах города скапливался мусор, а дома оставались разрушенными. Несмотря на предпринятые меры, следы Троицкого пожара были заметны в Москве даже в царствование Елизаветы Петровны. С её приездом в город в Москве стали разбирать свалки и сносить ветхие постройки.